# Tollkühne Flieger
Tollkühne Flieger (Originaltitel: The Great Waldo Pepper) ist ein US-amerikanischer Spielfilm des Regisseurs George Roy Hill aus dem Jahr 1975 mit Robert Redford, Bo Svenson, Bo Brundin und Susan Sarandon. Das Drehbuch verfasste William Goldman nach einer Geschichte von George Roy Hill.

## Handlung
Waldo Pepper ist ein erfahrener Pilot, der sein Geld mit der Barnstorming genannten Kunstfliegerei verdient. Daneben beeindruckt er sein Publikum gerne mit erfundenen Geschichten über Luftkämpfe im Ersten Weltkrieg, den er allerdings nur in den letzten Monaten als Fluglehrer erlebt hat. Er tingelt 1926 mit einer Standard J-1 durch Nebraska im mittleren Westen der Vereinigten Staaten und trifft dabei auf den Konkurrenten Axel Olsson, der durch Waldos Sabotage zu einer Bruchlandung im Dorfteich gezwungen wird. Durch Vermittlung von Mary Beth werden beide Flieger später Freunde und nach einem missglückten Stunt, der für Waldo beinahe tödlich endet, arbeiten sie gemeinsam für den Flugzirkus von Doc Dillhoefer. Mary kommt bei einem Wingwalk ums Leben, worauf Waldo befristet seine Pilotenlizenz verliert.
Bei einer weiteren Flugschau anlässlich eines Volksfestes stürzt Waldos Freund Ezra bei einem versuchten Außenlooping ab und verbrennt schließlich, nachdem unachtsame Gaffer mit Zigaretten das Wrack in Brand gesteckt hatten. Wütend auf die teilnahmslosen Gaffer steigt Waldo in seinen Flieger und verscheucht die Zuschauer mit extremen Tieffllügen. Kurz darauf stürzt er im Festgelände ab. Er überlebt schwer verletzt, verliert nun aber endgültig seine Flugerlaubnis.
Pepper taucht in Hollywood als Stuntpilot unter neuem Namen unter, um weiter fliegen zu können. Dort trifft er während der Dreharbeiten zu einem Film über die Luftkämpfe während des Ersten Weltkriegs auf das abgehalfterte deutsche Fliegerass Ernst Kessler, mit dem er sich in den letzten Minuten des Films einen todernsten Luftkampf in ihren Fokker Dr.I und Sopwith F.1 Camel liefert. Beide beschädigen ihre Flugzeuge so stark, dass eine Landung unmöglich wird und grüßen sich beim letzten Vorbeiflug militärisch. Danach verschwinden Kessler und Waldo Pepper in den Wolken. Der Film endet mit einem Foto des Kunstfliegers mit der Bildunterschrift „Waldo Pepper, 1895–1931“.

## Produktion

### Entstehung
Der Film war ein persönliches Herzensprojekt für Regisseur George Roy Hill. Hill war als 9-Jähriger tief vom Absturz und Tod des Kunstfliegers Charles W. „Speed“ Holman betroffen. Die Figur des deutschen Kunstfliegers Ernst Kessler ist eine Anlehnung an Ernst Udet. Udet hatte durch seine Auftritte in den frühen 1930er-Jahren mit seiner U 12 „Flamingo“ das amerikanische Publikum nachhaltig beeindruckt.
Das Drehbuch verfasste William Goldman nach einer Geschichte von Hill, wobei beide mehrere Anläufe für ihre Zusammenarbeit brauchten.

### Dreharbeiten

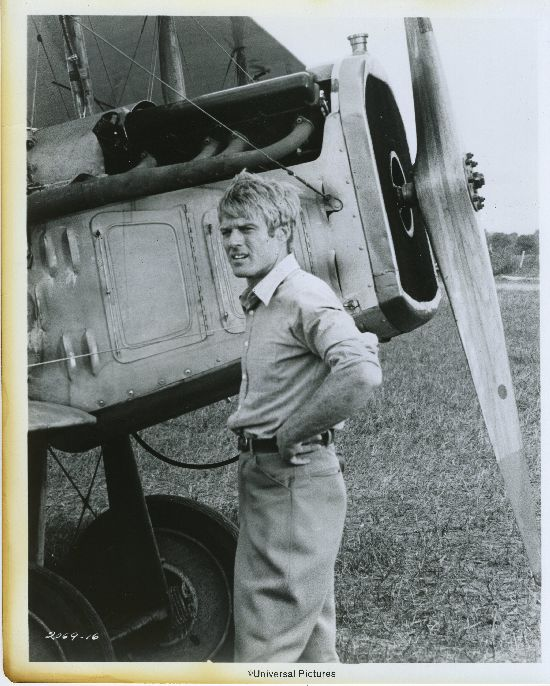
Hauptdarsteller Robert Redford am Set

Der Film wurde in den texanischen Orten Elgin, Floresville, Kerrville, Lockhart und Seguin gedreht. Für die realen Bruchlandungen wurden optisch modifizierte Tiger-Moth-Doppeldecker verwendet.
Die spektakulären Flugsequenzen entstanden mit dem Piloten Frank Tallman. Hill nutzte für die Flugszenen weder Modelle noch Rückprojektionen. Die Darsteller Robert Redford, Bo Svenson und Edward Hermann führten die Stunts teilweise selbst durch, so unter anderem in Redfords Wingwalking-Szene.

### Synchronisation
Die deutsche Fassung entstand nach einem Dialogbuch von Lutz Arenz und der Dialogregie von Dietmar Behnke im Auftrag der Berliner Synchron GmbH, Berlin.
| Rolle          | Darsteller        | Synchronsprecher |
| -------------- | ----------------- | ---------------- |
| Waldo Pepper   | Robert Redford    | Rolf Schult      |
| Axel Olsson    | Bo Svenson        | Horst Niendorf   |
| Ernst Kessler  | Bo Brundin        | Hellmut Lange    |
| Mary Beth      | Susan Sarandon    | Gisela Fritsch   |
| Newt           | Geoffrey Lewis    | Heinz Petruo     |
| Ezra Stiles    | Edward Herrmann   | Claus Jurichs    |
| Dr. Dillhoefer | Philip Bruns      | Wolfgang Völz    |
| Werfel         | Roderick Cook     | Lothar Blumhagen |
| Patsy          | Kelly Jean Peters | Renate Danz      |
| Maude          | Margot Kidder     | Sabine Lorenz    |
| Ace            | James S. Appleby  | Gerd Holtenau    |

## Rezeption
Der Film spielte zum Kinostart nur knapp sein Geld an den Kinokassen ein, durch spätere Aufführungen kam er auf ein Einspielergebnis von über 20 Millionen US-Dollar.
Die Kritik nahm den Film durchwachsen auf, so weist Rotten Tomatoes basierend auf neun Kritiken eine Durchschnittswertung von 67 % aus.
Das Lexikon des internationalen Films urteilte:

„Eine zwischen Burleske und Melodram schwankende Huldigung, die in der Verherrlichung der Kampffliegerei nicht ganz problemlos ist. Insgesamt aber eine reizvolle, weil menschlich vertiefte Unterhaltung, technisch aufwendig, mit faszinierenden Flugaufnahmen.“

## Trivia
Die für die Dreharbeiten verwendete Standard J-1 wird zurzeit bei Fantasy of Flight in neuwertigen Zustand restauriert. Bei den Flugaufnahmen wurde eine Stinson L-1 als Kameraflugzeug verwendet, die sich ebenfalls in der Sammlung von Fantasy of Flight befindet.